# Софиано, Алексей Семёнович
Алексе́й Семёнович Софиа́но (4 января 1854, Харьков — 22 февраля 1929, Москва) — генерал-лейтенант русской императорской армии. Участник русско-турецкой, русско-японской и Первой мировой войн. С 1909 по 1916 год командовал рядом артиллерийских бригад. Дед академика А. Д. Сахарова.

## Биография
Алексей Семёнович Софиано родился 4 января 1854 года в Харькове. По вероисповеданию был православным, из греческого рода Софианό(с). Отец — Семён Николаевич Софиано (1800—?), отставной капитан 1-го ранга, мать — Мария Григорьевна, урождённая Холопова (1818—?).
Общее образование получил в Санкт-Петербургской военной гимназии. 12 августа 1871 года поступил на действительную военную службу юнкером рядового звания во 2-е военное Константиновское училище, из которого был выпущен прапорщиком со старшинством с 10 августа 1873 года в 31-ю артиллерийскую бригаду. Был произведён в подпоручики — со старшинством с 26 декабря 1874 года, в поручики — с 9 декабря 1875 года.
Участвовал в русско-турецкой войне. 18 декабря 1878 года получил старшинство в чине штабс-капитана. В 1883 году «за отличие» был произведён в капитаны. В чин подполковника был произведён со старшинством с 12 марта 1895 года с назначением командиром 2-й батареи 1-й гренадерской артиллерийской бригады. Окончил Офицерскую артиллерийскую школу с оценкой «успешно». Командовал батареей (9 лет 4 месяца и 16 дней).
Был участником русско-японской войны. В 1904 году «за отличие» был произведён в полковники, со старшинством с 27 июля 1904 года. 2 июля 1905 года был назначен командиром 1-го дивизиона 7-й Восточно-Сибирской стрелковой артиллерийской бригады. В 1909 году «за отличие» был произведён в генерал-майоры. С 24 января 1909 года по 19 мая 1912 года был командиром 11-й артиллерийской бригады. 19 мая 1912 года стал командиром 31-й артиллерийской бригады. По состоянию на 1 июля 1913 года служил в том же чине и на той же должности. Высочайшим приказом 4 января 1914 года был произведён в генерал-лейтенанты с увольнением по возрастному цензу от службы с мундиром и пенсией.
С началом Первой мировой войны 18 июля 1915 года был возвращён на службу. 18 июля 1915 года был назначен командующим 90-й артиллерийской бригадой, а с 3 февраля 1916 года по 19 декабря 1916 года был командующим 125-й артиллерийской бригадой. 19 декабря 1916 года был отчислен от должности и назначен в резерв чинов при штабе Минского военного округа. Затем был председателем комиссии по проверке военнообязанных.
14 ноября 1917 года был вновь уволен от службы по возрасту с мундиром и пенсией.
Скончался в 1929 году в Москве. Был похоронен на Ваганьковском кладбище.

## Семья
Братья:
- Григорий Семёнович Софиано (1842—?)[1].
- Николай Семёнович Софиано (1844—1902)[1].
- Харлампий Семёнович Софиано (1850—?) женат на Марии Дмитриевне Костомаровой[1].
- Иоанн Семёнович Софиано (1851—?)[1].
- Арсений Семёнович Софиано (1852—?)[1].

Первая жена — Екатерина Петровна, урождённая Чурилова (?—1884), умерла от туберкулёза.
- Дочь — Анна (1881—1929), замужем за пианистом А. Б. Гольденвейзером[1].
- Сын — Владимир (1883—1924), дважды женат: 1) Евгения Николаевна ? (?—1911), 2) Антонина Михайловна Фальковская; умер от туберкулёза[1].

Вторая жена — Зинаида Евграфовна, урождённая Муханова (1870—1943).
- Сын — Константин (1891—1938), дважды женат: 1) Татьяна Борисовна Гольденвейзер (1869—1955), сестра пианиста, 2) Мария Владимировна Понофидина (?—1987), скончался в Каширской тюрьме[1].
- Дочь — Екатерина (1893—1963), замужем за Д. И. Сахаровым, мать Андрея и Юрия Сахаровых[1].
- Дочь — Татьяна (1903—1986), дважды замужем: 1) Владимир Сергеевич Фицнер, 2) Гаек Богданович Саркисов (1906—1976?)[1].

## Награды
Алексей Семёнович Софиано был удостоен следующих наград:
- Орден Святого Владимира 3-й степени (1908);
- Орден Святой Анны 1-й степени с мечами (Высочайший приказ от 19 августа 1916);
- Орден Святой Анны 2-й степени (1889);
- Орден Святой Анны 3-й степени с мечами и бантом (1877);
- Орден Святой Анны 4-й степени (1879);
- Орден Святого Станислава 1-й степени (1912);
- Орден Святого Станислава 2-й степени с мечами (1879);
- Орден Святого Станислава 3-й степени с мечами и бантом (1877).